# Odnożyca jesionowa

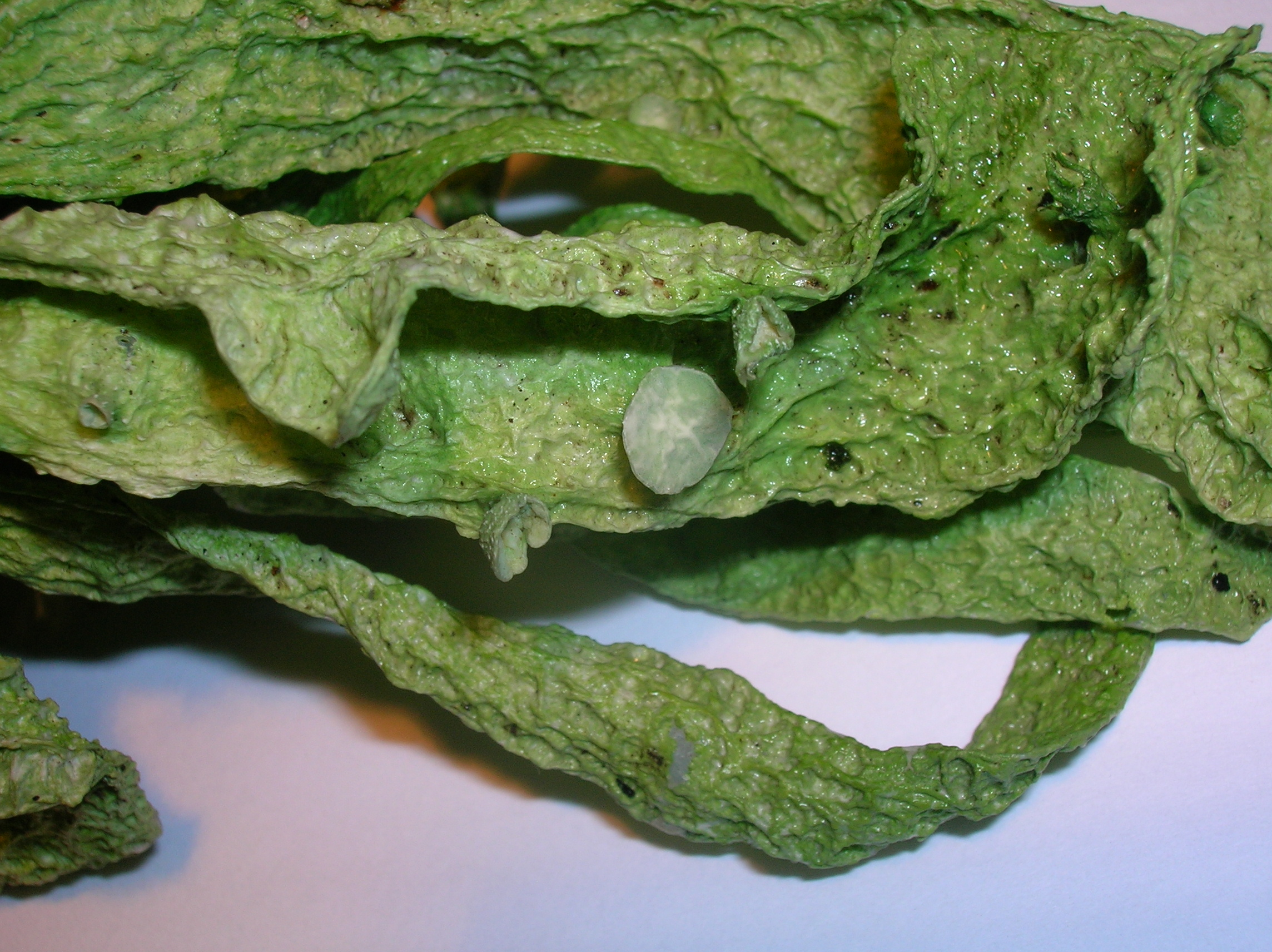
Plecha odnożycy jesionowej z owocnikami

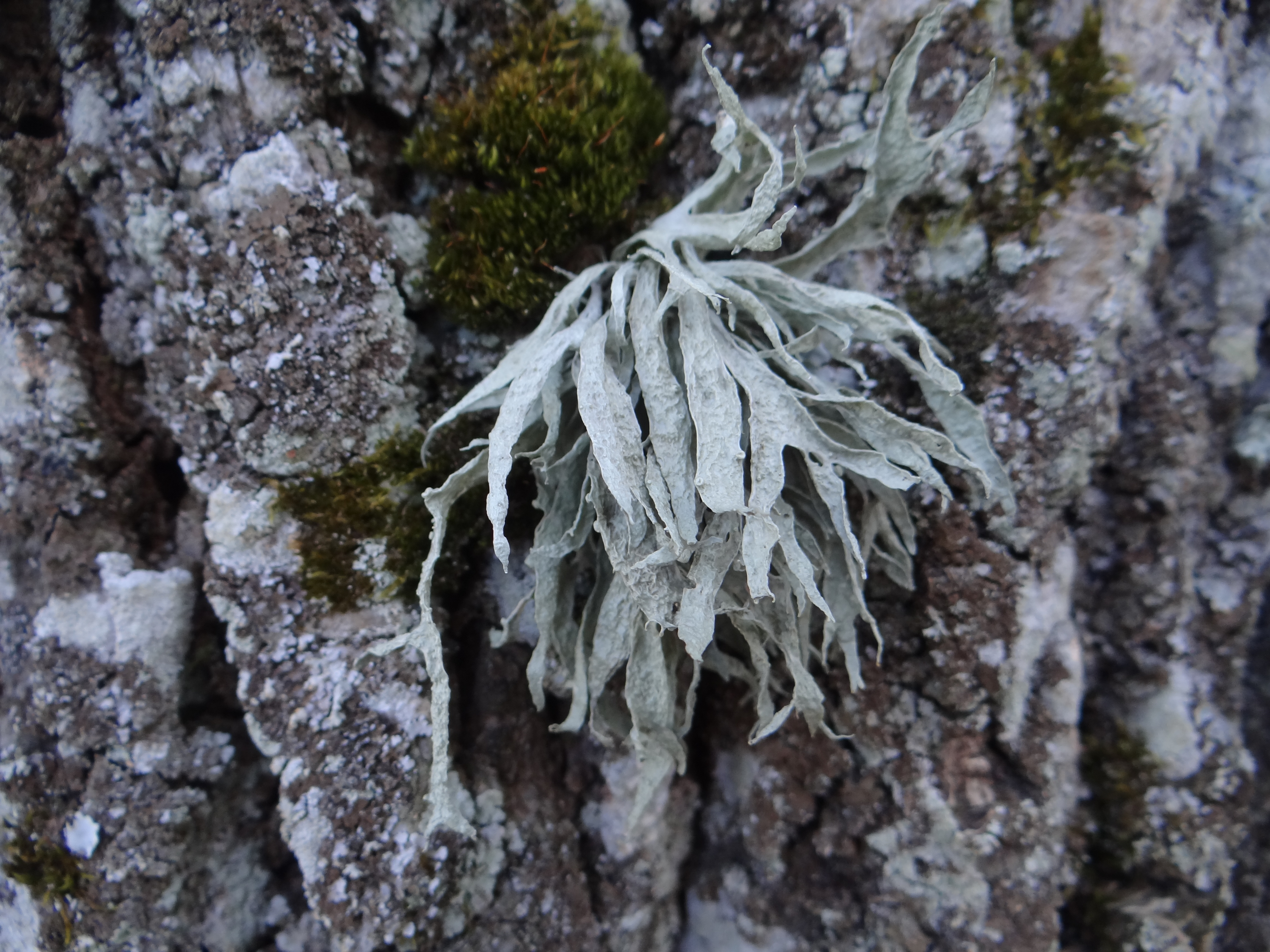

Odnożyca jesionowa (Ramalina fraxinea (L.) Ach.) – gatunek grzybów z rodziny odnożycowatych (Ramalinaceae). Ze względu na współżycie z glonami zaliczany jest do porostów.

## Systematyka i nazewnictwo
Pozycja w klasyfikacji według Index Fungorum: Ramalina, Ramalinaceae, Lecanorales, Lecanoromycetidae, Lecanoromycetes, Pezizomycotina, Ascomycota.
Po raz pierwszy takson ten zdiagnozował w 1753 r. Karol Linneusz nadając mu nazwę Lichen fraxinus. Obecną, uznaną przez Index Fungorum nazwę nadał mu w 1810 r. Erik Acharius.
Niektóre synonimy naukowe:

- Lichen fraxineus L. 1753
- Lobaria fraxinea (L.) Hoffm. 1796
- Parmelia fraxinea (L.) Ach. 1803
- Physcia fraxinea (L.) Michx. 1803
- Platysma fraxineum (L.) Hoffm. 1790

Nazwa polska według Krytycznej listy porostów i grzybów naporostowych Polski.

## Morfologia
Gatunek bardzo zmienny morfologicznie, tworzący dużą liczbę form. Plecha listkowata lub krzaczkowata, o długości do 20 cm i szerokości do 2 cm, mniej lub bardziej widełkowato rozgałęziona. Odcinki plechy mają szerokość 0,2–5 cm, są płaskie lub pogięte, czasami rynienkowato zwinięte, dość grube. Obydwie powierzchnie plechy są jednakowo pomarszczone, siateczkowate lub znajdują się w nich liczne dołeczki. Do podłoża plech przyczepia się krótką nasadą. Jest sztywna, zwisająca lub odstająca od podłoża. Powierzchnia matowa lub nieco błyszcząca, o barwie oliwkowej lub szarozielonej. Pod korą znajduje się w niej mechaniczna nibytkanka. Widoczne są wyraźne białawe szczelinki w korze. Są to pseudocyfelle. Reakcje barwne: wszystkie reakcje negatywne.
Niemal zawsze tworzy owocniki. Są to apotecja lekanorowe o średnicy do 1 cm. Są zagięte (nerkowate). Mają bladocieliste lub szarozielonawe tarczki i cienki, szybko zanikający brzeżek plechowy. W jednym worku powstaje po 8 dwukomórkowych, bezbarwnych, elipsoidalnych lub wrzecionowatych askospor o rozmiarach 12-16 × 5–6 μm.

## Występowanie i siedlisko
Występuje na wszystkich kontynentach, łącznie z Antarktyką. Występuje na niżu i w górach po regiel dolny. W Polsce występuje na obszarze całego kraju, ale jest bardzo rzadki. Znajduje się na Czerwonej liście roślin i grzybów Polski. Ma status EN – gatunek wymierający. W Polsce podlega ścisłej ochronie gatunkowej.
Jest wrażliwy na zanieczyszczenia powietrza SO2. Rośnie w miejscach dobrze oświetlonych i osłoniętych od wiatru, na korze drzew liściastych, zazwyczaj rosnących samotnie. Można go spotkać na drzewach przydrożnych, nad rzekami. Występuje na drzewach żywych, rzadko tylko na martwych.

## Znaczenie
W niektórych krajach gatunek ten jest wykorzystywany jako pasza dla zwierząt. Posiada dużą wartość odżywczą. Może stanowić surowiec do wyrabiania gum. W Szwecji, północnej Europie i północnej Rosji jest używany do produkcji perfum. Czasami używa się go także do przyprawiania brandy.